# Death (protopunkband)
Death is een Amerikaanse protopunkband. De groep werd opgericht in Detroit in 1971 door de zwarte broers Bobby (basgitaar, zang), David (gitaar) en Dannis (drums) Hackney als Rock Fire Funk Express en speelde aanvankelijk funk. Nadat de leden een concert bijwoonden van Alice Cooper ging de groep rock spelen. In 1975 bood Columbia Records een contract aan maar eiste dat de groep de inmiddels aangenomen naam Death zou wijzigen. De groep weigerde en de deal ging niet door. De broers brachten een jaar later twee van de zeven opgenomen nummers in eigen beheer uit op single met een oplage van 500 exemplaren maar het publiek zat niet te wachten op een zwart bandje dat witte muziek speelde. De groep stopte in 1977 en de broers verhuisden naar Burlington. Daar brachten ze twee gospel-rockalbums uit onder de groepsnaam The 4th Movement. David keerde terug naar Detroit in 1982 en overleed aan longkanker in 2000. Bobby en Dannis bleven in Vermont en richtten de reggaeband Lambsbread op.
In 2008 richtten de zoons van Bobby de band Rough Francis op, die nummers van Death coverde. In 2009 werden de zeven in 1975 in de  United Sound Recording Studio in Detroit opgenomen nummers uitgegeven op lp en cd en in september van dat jaar begon Death weer met optredens. Lambsbread-gitarist Bobbie Duncan nam de plaats in van wijlen David Hackney. In de jaren erna werd nog meer oud materiaal van de groep uitgegeven. Een album met nieuw materiaal kwam in 2015 uit. De documentairefilm A Band Called Death werd uitgebracht in 2012.
In retrospectief wordt gesteld dat de groep zijn tijd ver vooruit was en punk speelde voordat deze was uitgevonden.